# Ferrorezonans
Ferrorezonans jest zjawiskiem, które może zaistnieć w obwodach RLC zasilanych napięciem przemiennym. Objawia się poprzez wyindukowanie napięcia o wartości znacznie większej od napięcia zasilającego, zazwyczaj w obwodach trójfazowych i w specyficznych warunkach pracy.

## Warunki wystąpienia
Ferrorezonans występuje, kiedy w nieobciążonym trójfazowym systemie zawierającym elementy indukcyjne i pojemnościowe zajdzie chwilowe zakłócenie w jednej z faz. W praktyce jest to zazwyczaj sieć energetyczna wysokiego napięcia z kilkoma transformatorami (elementy indukcyjne) i kablami lub przewodami energetycznymi (elementy pojemnościowe). Jeśli taka sieć jest nieobciążona i pojawi się zakłócenie na jednej z faz (np. krótkotrwałe zwarcie), wówczas może wystąpić zjawisko ferrorezonansu. Jeśli po wystąpieniu ferrorezonansu sieć jest dalej zasilana, to następuje wzrost napięcia do wartości, przy której może nastąpić przebicie izolacji i w rezultacie fizyczne uszkodzenie urządzeń.

## Zapobieganie
Ferrorezonansowi zapobiega się poprzez utrzymywanie pewnego małego obciążenia w sieci, albo też przez natychmiastowe odłączenie trójfazowego napięcia zasilania przez odpowiednie układy zabezpieczające.